# جبل حوض
جبل حوض جبل من سلسلة جبال مدين في السعودية، يقع في منطقة تبوك، ويبلغ ارتفاعه 1,832 م (6,010 قدم).